# Панцерний крейсер

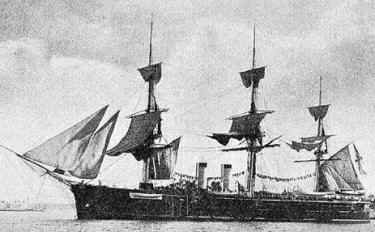
Перший у світі панцерний крейсер Генерал-адмірал. Російський імператорський флот

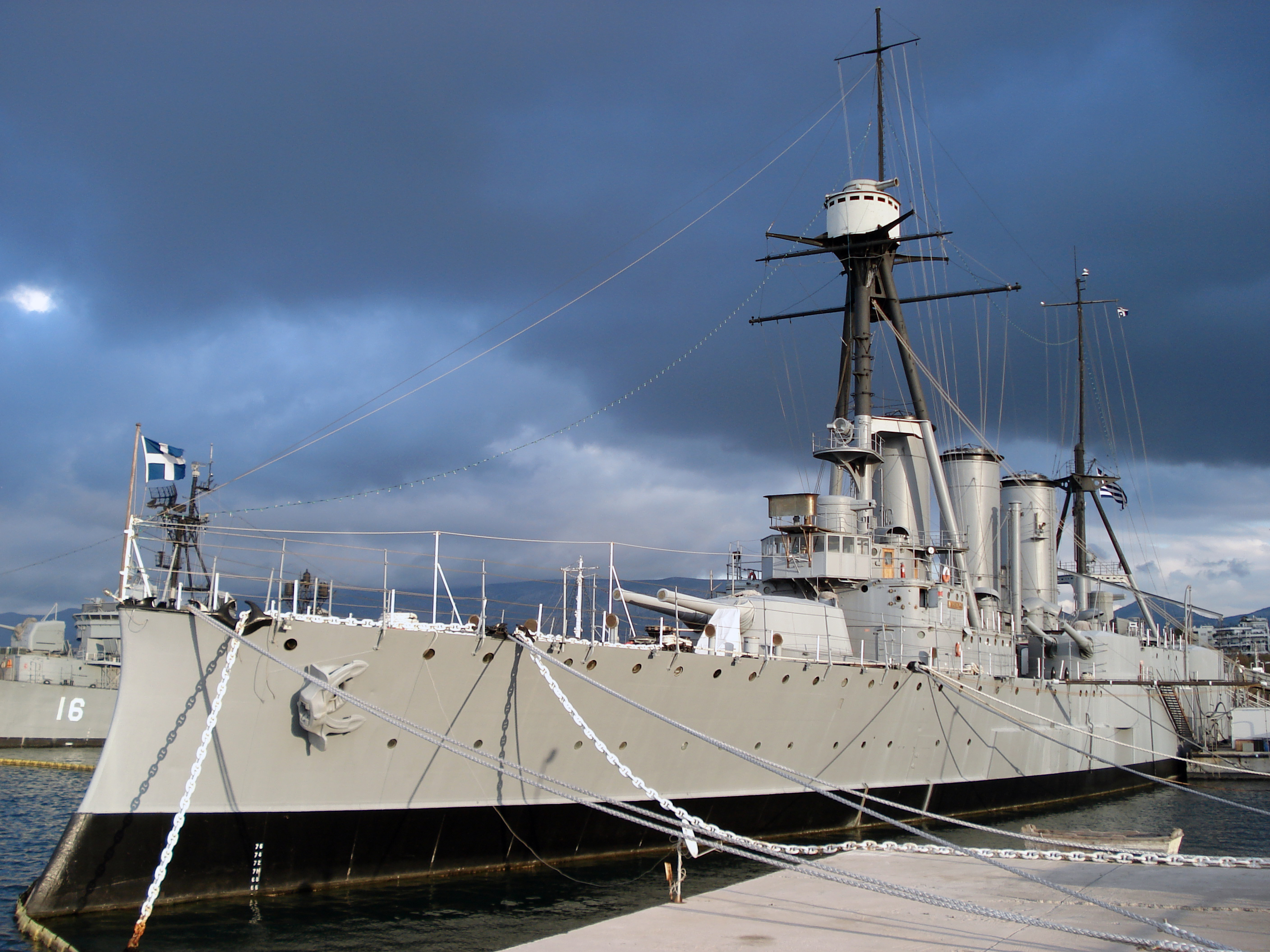
Єдиний вцілілий панцерний крейсер у світі Георгіос Авероф — флагманський корабель грецького флоту на початку XX століття. У 21 столітті — корабель-музей. Військово-морські сили Греції

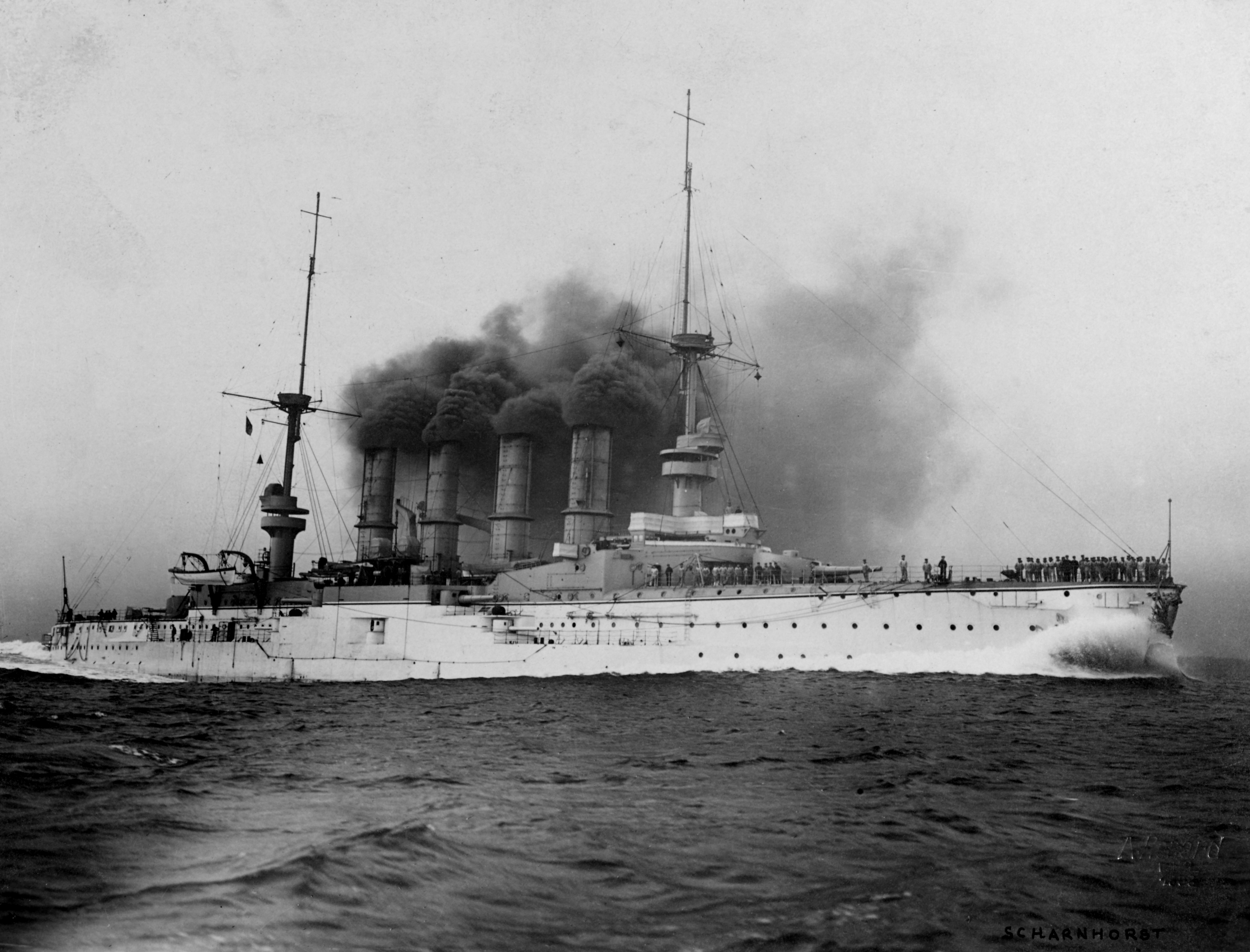
Німецький броненосний крейсер «Шарнгорст». Імператорські військово-морські сили

Панцерний кре́йсер — бойовий надводний корабель, що входив до складу військово-морських сил багатьох країн світу в другій половині 19 — початку 20 століть. Цей тип надводних кораблів призначався для ведення розвідки, активних дій на морських (океанських) комунікаціях та ведення морського бою разом з найпотужнішими кораблями того часу ескадреними броненосцями, яким поступався за потужністю артилерійського озброєння і броньовому захисту, але перевершував їх по швидкості.

## Історія
Перші панцерні крейсери типу «Генерал-адмірал» побудовані в Росії на початку 70-х років 19 сторіччя за проєктом А. О. Попова. Згодом панцерні крейсери стали будуватися у Франції, Великій Британії та інших державах. До введення суворої класифікації парового броненосного флоту в російському флоті панцерні крейсери відносилися до типу фрегатів і зазвичай іменувалися броненосними фрегатами.
У 1892 панцерні крейсери офіційно віднесені до типу крейсерів 1 рангу. Кораблі цього типу мали корабельне озброєння: 2-8 гармат 203-мм або 6-14 гармат 152-мм калібру. Товщина бортової броні у броненосних крейсерів становила 152–154 мм, палубної — до 76 мм.
Найпотужнішим у російському імператорському флоті панцерним крейсером був «Рюрик», побудований в 1908 (водотоннажність 16930 т, швидкість ходу 21 вузлів — 39 км/год) і озброєний чотирма 254-мм, вісьмома 203-мм і двадцятьма 120-мм корабельними гарматами.
За класифікацією 1907 панцерні крейсери вважалися самостійним (2-м після лінкорів) типом бойових кораблів.
Перед Першою світовою війною розвиток панцерних крейсерів припинився у зв'язку з появою дредноутів, які були одночасно сильнішими і мали вищу швидкість. Не випадково останній клас британських броньованих крейсерів з'явився у рік вступу у стрій «Дредноута» - 1906.
Роль цього типу кораблів перейшла до лінійних і важких крейсерів. За класифікацією 1915 броненосні крейсери були переведені в тип крейсерів. 
Після завершення Першої світової війни більшість старих панцерних крейсерів було розібрано на метал. Вашингтонська морська угода 1922 року віднесла до лінійних кораблів усі, тоннажність яких перевищувала 10 тисяч тон, озброєних гарматами калібром понад 203 мм., одночасно обмеживши дозволену учасникам угоди кількість таких кораблів. Через це ще кілька панцерних крейсерів було знято з озброєння, аби виконати умови угоди і "звільнити квоту" для справжніх лінійних кораблів. Броненосні крейсери збереглися до завершення Другої світової війни у флотах менших держав, таких як Греція, які не були учасниками Вашингтонської морської угоди.  